# NuArt
NuArt — ежегодный фестиваль уличного искусства, который традиционно проводится в сентябре в Ставангере (Норвегия) с 2001 года. Этот фестиваль является некоммерческим мероприятием, посвященным исключительно уличному искусству во всех его проявлениях.

## История
NuArt ежегодно проводится в городе Ставангер с 2001 года. Это один из старейших официальных фестивалей уличного искусства в мире, на который приглашают многих национальных и международных художников. Инсталляции фестиваля являются легальными. Работы фестиваля можно найти не только в Ставангере, но и в таких городах как Утсира и Осло. С 2017 года этот фестиваль также проходит в Абердине (Шотландия). NuArt состоит из серии общегородских выставок, мероприятий, представлений, выступлений, дискуссий и семинаров, посвященных современным тенденциям и движениям в уличном искусстве.
В 2017 году на фестивале впервые участвовали художники из СНГ — Слава ПТРК и Игорь Поносов.

## Союзные проекты
С фестивалем связаны такие проекты как:
- NuArt Plus — это отраслевой и академический симпозиум, посвященный уличному искусству;

- NuArt RAD — это ассоциированный проект стрит-арта, инициированный местным правительством Осло[3];